# Винне (район Михаловце)

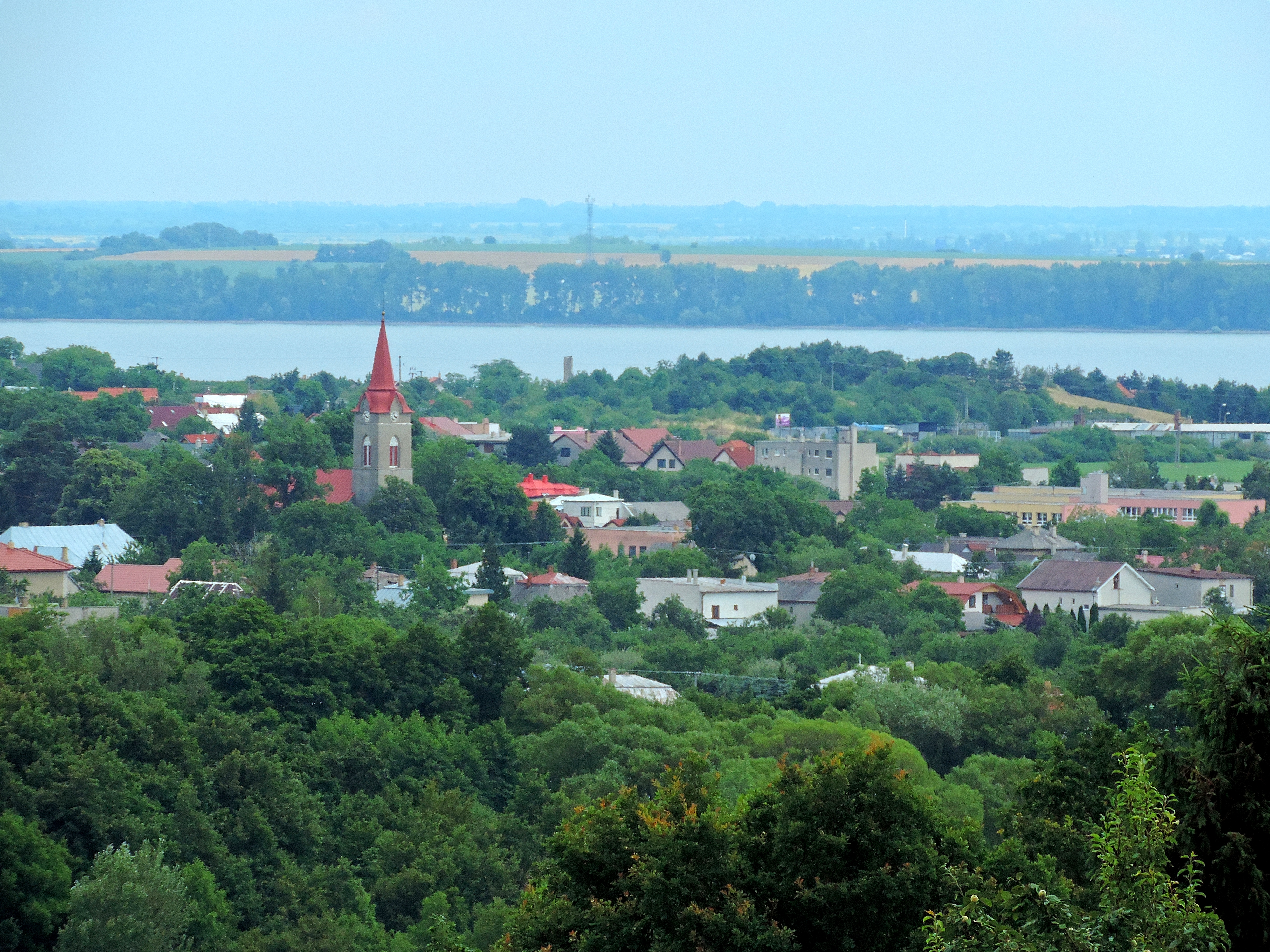
Общий вид

Винне (словац. Vinné, венг. Vinna) — деревня и община Михаловецкого района Кошицкого края, Словакии.
Расположена на севере Восточно-Словацкой низменности, у юго-западного подножья Вигорлат в 8 км от города  Михаловце. Центр деревни находится на высоте 144 м над уровнем моря. Близ деревни находятся два больших водоёма – озеро Винне и плотина Земплинска Ширава .
Площадь 29,78 км². 

## Население
| Год:                | 1994 | 2004    | 2014    | 2024     |
| ------------------- | ---- | ------- | ------- | -------- |
| Количество человек: | 1536 | 1634    | 1747    | 2169     |
| Разница:            |      | +6,38 % | +6,91 % | +24,15 % |

По состоянию на 31 декабря 2022 года население составляло 2127 человек. Плотность – 71,42 чел/км². Население преимущественно словацкое.

## История
Первое письменное упоминание о деревне относится к 1249 году.
До 1918/1919 года принадлежала Венгерскому королевству , затем перешла в состав Чехословакии , сегодня Словакии.

## Достопримечательности
- руины замка Винне XIII века
- римско-католическая  церковь Св. Анны конца XIII века.

## Награды
В 2020 году министр обороны Словацкой Республики Петер Гайдош наградил Винне «Памятной медалью к 75-летию Словацкого национального восстания и окончания Второй мировой войны», как деревню, сожженную во время Второй мировой войны за сопротивление оккупантам.

## Галерея

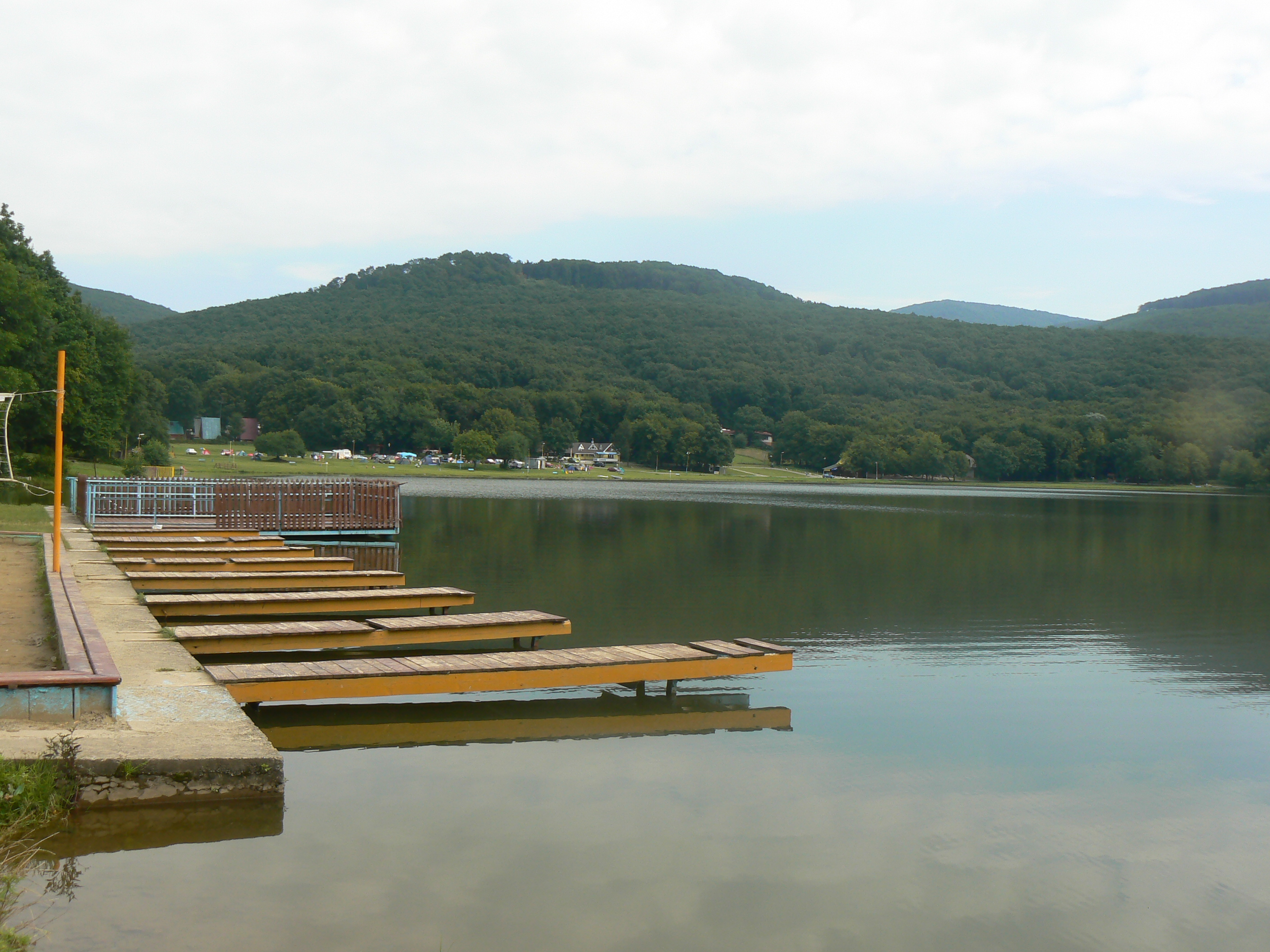
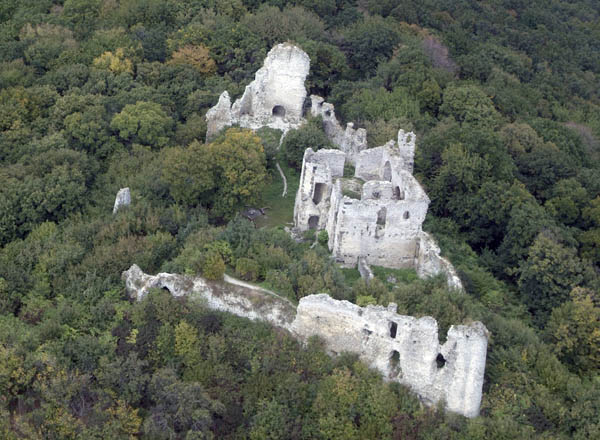
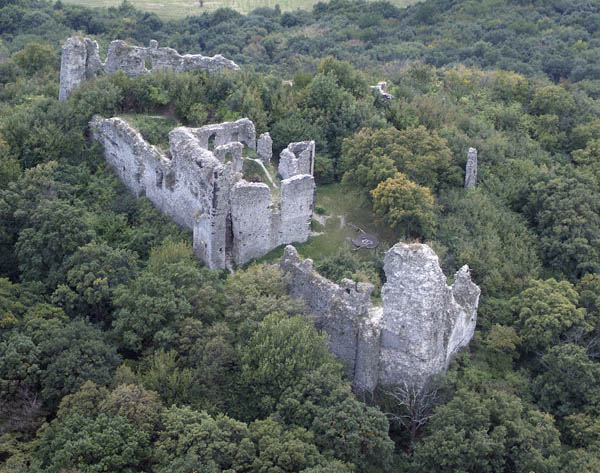
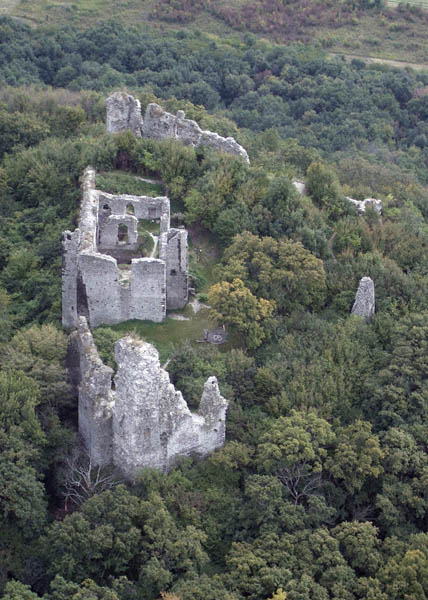